# Grävsten

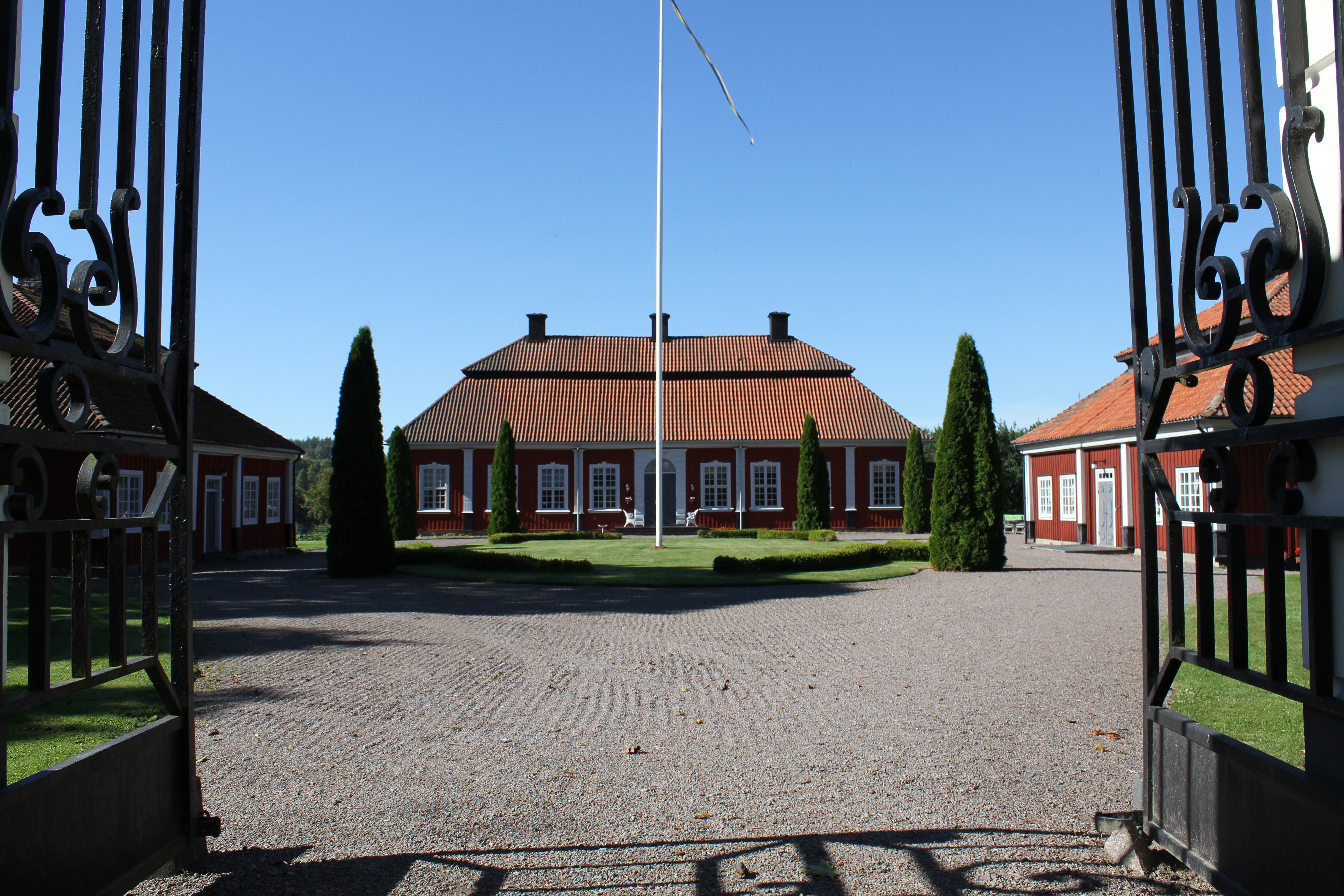
Grävstens säteri huvudbyggnad

Grävsten är ett säteri i Bankekinds socken, Linköpings kommun.
Säteriet skapades i början av 1600-talet, då en av gårdarna i byn Gräva blev säteri. Carl Bonde gav 1657 säteriet dess nuvarande namn, och började senare den nuvarande herrgårdsbyggnaden, som stod färdig i början av 1700-talet. I början av 1800-talet tillhörde det grevinnan Christina Löwen. Efter hennes död köptes det av överingenjören Anders Alreick, som 1865 testamenterade säteriet till Svinstads församling till förmån för socknens skola och stipendier åt sockenbor för att kunna studera vid Linköpings gymnasium.
Huvudbyggnaden bebos sedan tidigt 2020-tal av familjen Schultz.